# Сіско Кід (фільм, 1931)
«Сіско Кід» (англ. The Cisco Kid) — американський вестерн режисера Ірвінга Каммінгса 1931 року.

## У ролях
- Ворнер Бакстер — Сіско Кід
- Едмунд Лоу — сержант Міккі Данн
- Кончіта Монтенегро — Карменкіта
- Нора Лейн — Саллі Бентон
- Фредерік Берт — шериф Teкс Рансон
- Джеймс Бредбері молодший — Діксон
- Чарльз Стівенс — Лопез
- Кріс-Пін Мартін — Гордіто